# Setge de Puigcerdà (1667)
El setge de Puigcerdà de 1667 fou un dels episodis de la Guerra de Devolució.

## Antecedents
Amb la signatura del Tractat dels Pirineus, Puigcerdà es va convertir en la via d'accés francesa a Vic, Lleida i Aragó. El Regne de França de Lluís XIV i la monarquia hispànica de la Dinastia dels Habsburg van entrar en la Guerra de Devolució per les Províncies Unides. En prevenció d'un atac francès, en 1667 s'aixecà de nou el Terç de Barcelona de Francesc Granollachs i de Millàs, mentre l'exèrcit francès del Rosselló, comandat pel mariscal Navailles amb reforços de Sicília va emprendre l'atac sobre Puigcerdà.

## El setge
L'avanguarda francesa arribà a Puigcerdà el 29 d'abril i van iniciar les trinxeres en 30 d'abril, fent un atac el 3 de maig, sense esperar l'artilleria, que va arribar el 5 de maig, que van fer una bretxa però la guarnició no es va rendir fins al 28 de maig.
El Terç de Barcelona de Francesc Granollachs i de Millàs fou enviat a la ciutat de Girona, i anà al rescat de Puigcerdà, però quan arribaren els francesos ja havien marxat.

## Conseqüències
Els francesos no tenien intenció de conservar la plaça i van destruir les defenses, i després de la retirada, una ofensiva espanyola amb 2300 homes i 200 genets va ocupar mig centenar de pobles a la Cerdanya. La pau va ser resolta al Tractat d'Aquisgrà.